# نيستور أدريان فرنانديز
نيستور أدريان فرنانديز (بالإسبانية: Adrián Fernández)‏ (4 أغسطس 1992 بأسونسيون في باراغواي - ) هو مدرب كرة قدم ولاعب كرة قدم باراغواياني في مركز الهجوم. لعب مع انيستتوتو وإنديبندينتي وكيلمس ونادي ليبرتاد.

## وصلات خارجية
- نيستور أدريان فرنانديز على موقع قاعدة بيانات كرة القدم.إي يو (الإنجليزية)
- نيستور أدريان فرنانديز على موقع Soccerway.com (الإنجليزية)